# Karl Neubuerger
Karl Theodor Neubuerger (teilweise mit „Karl T.“ abgekürzt; geboren am 5. März 1890 in Frankfurt am Main; gestorben am 7. März 1972 in Denver, Colorado) war ein deutsch-US-amerikanischer Neuropathologe.

## Leben und Ausbildung
Neubuerger wurde als Sohn von Otto Neubuerger (praktischer Arzt und Sanitätsrat) und seiner Frau Henriette Hallgarten geboren. Er schloss im Frühjahr 1908 sein Abitur am Goethe-Gymnasium ab. Neubuerger studierte bis 1913 an der Universität in Freiburg im Breisgau. Er promovierte bei Alfred Erich Hoche mit der Dissertation „Neuere Anschauungen über das Zustandekommen von Sinnestäuschungen“. Nach dem Ersten Weltkrieg absolvierte er bis 1926 eine Facharztweiterbildung an der Deutschen Forschungsanstalt für Psychiatrie (späteres Max-Planck-Institut) in München. Von 1930 bis 1937 war er außerplanmäßiger Professor am „Hirnpathologischen Institut“ des von der Rockefeller-Stiftung finanzierten Kaiser-Wilhelm-Instituts für Psychiatrie in München (bei Walther Spielmeyer). 1931 habilitierte er mit seinen Studien zur pathologischen Anatomie an der Universität München, wo er am 20. Januar seine Antrittsrede hielt. Neubuerger wanderte er 1938 mit seiner Frau und seinen drei Kindern nach Denver in die Vereinigten Staaten aus. Ab 1946 lehrte er dort als Professor für Pathologie an der Universität Denver.  
Neubuerger wechselte 1925 vom Judentum zum Katholizismus.

## Auszeichnungen
- Eisernes Kreuz erster und zweier Klasse als Truppenarzt im Ersten Weltkrieg
- 1966: Goldene Kraepelin-Medaille der Max-Planck-Gesellschaft

## Veröffentlichungen
- Akute Ammonshornveränderungen nach frischen Hirnschußverletzungen. Krkhforsch, 1928; 7: 219
- Über Herzmuskelveränderungen bei Epileptikern. Verh Deutsch Pathologische Ges. Wiesbaden, 1928: 487
- Über die Herzmuskelveränderungen bei Epileptikern und ihre Beziehung zur Angina pectoris. Frankfurt Z. Pathol., 1933; 46: 14
- Herz, Epilepsie, Angina pectoris. Klin Wchschr, 1933
- White-Head RW, Rutledge ER, Ebaugit FG. Pathologic changes in the brain of dogs given repeated electric chocks. Am J Med Sci, 1942; 204: 381